# FRAM (entreprise)
Pour les articles homonymes, voir FRAM.
FRAM (acronyme de Fer Route Air Mer) est un voyagiste français fondé en 1949. C'est le plus ancien tour opérateur français avec Club Med (également fondé en 1949). D'une simple agence locale implantée à Toulouse, FRAM devient au cours de son existence un groupe aux multiples entités déclinant son nom, telles « FRAM Voyages » ou « FRAM Agences ». Fleuron historique du tourisme français avec Club Med et Nouvelles Frontières, FRAM progresse constamment au cours du XXe siècle jusqu'à atteindre son point culminant à l'aube des années 2000. Peu après, l’entreprise connaît ses premières difficultés sur fond de conflits d'actionnaires familiaux et de crise du tourisme amplifiée par de mauvais choix stratégiques. La société touche le fond fin 2015 devant le Tribunal de Commerce avant d'effectuer un retour en force dans les années 2020, avec une image redynamisée, plus de 200 clubs labellisés aux 4 coins du monde et une diversification importante des gammes proposées ,. 
La marque FRAM est exploitée par la société Plein Vent Toulouse filiale de Voyage Invest, sans relations juridiques ou financières avec l'entité précédente. Elle a été créée le 4 juin 2018. C'est une filiale de Voyages Invest, présidée par Cyrille Fradin , également président de Karavel.

## Historique
En 1949, la FRAM, une minuscule agence de voyages, est créée à Toulouse. Les fondateurs souhaitent retrouver l’esprit d’un groupe d’amis cherchant à organiser des voyages en groupes à bas prix, un créneau alors nouveau. L'ancien militaire et résistant Philippe Polderman reprend l'agence très peu de temps après et en assure la direction. Après un an d'ouverture, l'agence fait voyager 500 clients. FRAM propose d’abord des voyages vers Lourdes, Fátima et Andorre, surtout des lieux de pèlerinage, principalement en bus et en train. FRAM laïcise ensuite ses destinations puis devient voyagiste en achetant ses premiers cars pour l'organisme Tourisme et Culture PTT. Par la suite le positionnement économique de FRAM ne sera pas vers les prix les plus bas, mais vers un milieu de gamme visant une clientèle populaire, démocratisant les vacances au soleil. En 1958, FRAM affrète son premier petit avion charter à destination des Baléares. Le nombre de client croit rapidement et le premier catalogue couleur apparait au milieu des années 1960.
En 1970 le cap des 40 000 clients est dépassé. En 1977, FRAM crée ses premières filiales routières et réceptives. La formule du « tout-compris » est développée avec son slogan « les vacances à la FRAMçaise » de Roux et Séguela imposant « un côté franchouillard assumé ». D'ailleurs, de par la multiplicité des campagnes publicitaires, le logo de l'entreprise se reconnaît durant plusieurs années à des cocotiers aux couleurs du drapeau français,. En 1984 FRAM crée le label Framissima, sa formule hôtel-club exclusive qui deviendra « le produit de référence » de la marque. C'est l'époque d'une extension vers de nouvelles destinations plus exotiques.
Lors de la décennie suivante, est fondée la holding FRAM Investissements. En 1995, l'entreprise crée « Framéco », sa marque d'hôtels à petits prix. Quatre ans plus tard le groupe allemand TUI fait une offre de rachat qui sera refusée ; TUI se rabattra sur Nouvelles Frontières trois ans plus tard. Sont alors créés le réseau « FRAM Agences », modèle de distribution qui deviendra ruineux par la suite,,, ainsi que la même année une gamme « Club Olé » plus abordable. Cette époque marque également le plus haut point d'activité de l'entreprise avec plus de 600 000 clients,, ce sera moitié moins deux décennies plus tard.
Le site internet professionnel frampro.fr est lancé en 2004. Deux ans plus tard, le site marchand fram.fr ouvre, tardivement face au marché concurrentiel déjà largement implanté. Mais le développement sur le web reste timide pour conserver le réseau d'agences pourtant pas optimum, et déjà l'entreprise souffre de la conjoncture économique ou des prix bas de sociétés comme Marmara,. De plus, le célèbre slogan « les vacances à la FRAMçaise » commence à vieillir, et avec lui l'image de l'entreprise ; il est abandonné en 2006. Malgré le contexte morose, Thomas Cook propose d'acheter FRAM, mais l'offre est refusée. FRAM rachète Plein Vent, voyagiste low cost régional basé à Nice ayant acquis le voyagiste alsacien Tourivac trois ans auparavant et en fait sa filiale ; celle-ci ne sera jamais réellement rentable malgré d'importantes progression de chiffres d'affaires. À la même époque, le site internet principal est refondu. FRAM ferme deux Framissima aux Antilles, la grève générale de cette région ayant raison de la patience du voyagiste, mais lance un nouveau style de villages de vacances avec l’ouverture du premier Framissima Nature, à Soustons dans les Landes. Voilà déjà plusieurs années que FRAM, très dépendant du pourtour méditerranéen pour ses destinations, est contraint de se positionner sur d'autres destinations.

### Crise
Quelques années après la création, son fondateur fait accéder à la direction Georges Colson (son beau-fils qui débute chez Fram à l'âge de quatorze ans) puis Marie-Christine Chaubet (sa fille) ; bien que de caractères différents, ils s'entendent tous deux parfaitement. Plusieurs décennies plus tard, en 1991, Philippe Polderman prend sa retraite, non sans intervenir aux affaires dans les années qui vont suivre. Georges Colson prend alors la tête de Fram et sa demi-sœur la direction générale ; une fois de plus, l'entente est complète. Dans les années 2000, alors que l'entreprise rencontre des difficultés à évoluer avec son époque et connaît ses premières pertes, le fondateur décide d'inverser l'équilibre hiérarchique et souhaite placer sa fille à la présidence du directoire. Mais Georges Colson, qui cumule alors avec la présidence du SNAV, ne veut pas céder sa place sans compensation : prendre le poste du fondateur Philippe Polderman, avec qui les relations sont médiocres, à la présidence du conseil de surveillance. Marie-Christine Chaubet ne défend pas cette option, ni même la politique commerciale de son prédécesseur, entraînant un conflit qui débouchera sur la mise à l'écart de cette dernière fin 2006. Cette nouvelle situation ne fait qu'envenimer plus encore les relations entre les deux protagonistes qui se déchirent,. La situation sera résumée plus tard par : « L'actionnariat familial a privilégié des intérêts particuliers, des enjeux de pouvoir. L'intérêt général n'a pas prévalu » et « l'incapacité à prendre les décisions a plombé la boite » comme le fera remarquer Jean-François Rial.
En parallèle, les différentes crises mondiales qui pèsent sur le tourisme dès les années 2000, et la révolution des ventes sur internet restent deux points noirs pour l'entreprise qui ne sait s'adapter,, : « C’est une société qui n’a pas évolué, qui n’a pas vu que le monde évoluait autour d’elle » précise Jean-Pierre Mas, le président du SNAV, et Fram use depuis trop longtemps « d’un modèle à bout de souffle ». L'entreprise passe à côté de toutes les nouvelles tendances du tourisme et son offre stagne, entraînant une inlassable érosion du nombre de clients année après année.
L'entrée d'Antoine Cachin à la direction (jusqu'en 2011), avec son expérience et son plan de relance remarqué, n'améliore pas les résultats financiers de FRAM : l'inertie due au clan familial plombe le renouveau de l'entreprise et les déficits restent toujours présents. Les nombreux managers qui se succèdent ces années-là n'arrivent pas à faire bouger les choses et à se défaire de la querelle des héritiers,. Fram est fragile financièrement, en déficit depuis un moment déjà, jusqu'à atteindre plus de vingt millions de pertes annuelles,. Un premier plan social, traitement de choc, est engagé en 2012 par Olivier de Nicola ; ancien de Thomas Cook, nouveau dirigeant de FRAM, il tient onze mois seulement à la tête de l'entreprise, son successeur quatre et le suivant neuf,,. Nombre d'activités annexes et de lieux de séjours (Baléares, Tunisie, Maroc…) sont cédés afin de renflouer les caisses, et recentrer l'entreprise sur son métier de voyagiste. À partir de 2013 tout s'accélère et FRAM s'enfonce inexorablement. Acculés par les banques, Georges Colson et Marie-Christine Chaubet passent la main : « Nouvelle organisation, nouveau business model, investissements technologiques ». Trop tard.
Malgré les efforts de Georges Colson par la suite pour trouver une solution, l'entreprise est finalement placée en redressement judiciaire en octobre 2015 converti en liquidation judiciaire le 25 novembre 2015,,. Fin novembre 2015, une partie des actifs de la société (ainsi que sa filiale Plein Vent) est rachetée par LBO France, un fonds d'investissement déjà propriétaire du groupe Karavel-Promovacances, offre soutenue par Marie-Christine Chaubet,. Karavel-Promovacances peut acquérir ainsi, pour un prix faible, un réseau de distribution et des lieux de vacances qu'il peut adosser aux autres entités du groupe. Georges Colson est ruiné. Peu de temps après, Isabelle Cordier, anciennement chez Carrefour Voyages, est nommée directrice générale de l'entreprise,. Elle reste à peine plus d'un an au poste, remplacée dès l'année suivante par Michel Quenot.
En avril 2018 et deux ans et demi après son rachat par LBO France, la société Fram passe sous le contrôle d'Equistone Partners Europe.
En février 2020, FRAM reprend la marque Jumbo lors de la liquidation de Thomas Cook France, afin de développer le segment "Club à petit prix"  . 
En décembre 2023 Adnec, filiale d'un fonds souverains d'Abou Dhabi, se positionne en vue d'acquérir Karavel, détentrice de Fram et Promovacances, mais la transaction ne va pas à son terme 

## Activité, rentabilité, effectif
|                                           | 2009 | 2010 | 2011 | 2012 | 2013 | 2014 | 2015 | 2016 | 2017  | 2018  | 2019 |
| ----------------------------------------- | ---- | ---- | ---- | ---- | ---- | ---- | ---- | ---- | ----- | ----- | ---- |
| Chiffre d'affaires en millions d'euros    | 371  | 410  | 373  | 373  | 315  | nc   | nc   | 107  | 124   | 132   |      |
| Résultat net en millions d'euros (+ ou -) | + 9  | - 6  | - 16 | - 31 | - 12 | nc   | nc   | - 23 | - 7,8 | - 7,1 |      |
| Effectif moyen annuel                     | 449  | 439  | 409  | 380  | 312  | nc   | nc   | 386  | 316   | 381   |      |

## Les cinq métiers de FRAM

### Tourisme
FRAM est concepteur et organisateur de voyage. La production est effectuée sous le nom de Voyages FRAM et la distribution sous le nom de FRAM Agences. Afin de conserver son indépendance, l'entreprise utilise le modèle d'intégration verticale pour ses produits.

### Distribution
Le réseau FRAM Agences est créé en 2001 et compte une soixantaine d'agences de voyages réparties sur toute la France. Le réseau « Ambassades FRAM », déployé en parallèle, compte 147 agences en 2015 dans toute la France.

### Hôtellerie
En propriété ou en location, les établissements sont répartis dans plusieurs pays. Ils sont gérés par les filiales hôtelières qui ont pour mission l’administration, la gestion et le suivi qualitatif. Sur ce métier, le groupe FRAM compte treize filiales. L'offre hôtellerie qui génère le plus de revenus pour le groupe sont ses Clubs Framissima, une prestation alliant hébergement, restauration et activités.

### Réceptif
Le groupe a implanté de manière permanente ses propres équipes au sein de cinq filiales à l’étranger et possède des participations dans des réceptifs locaux, chargés d’assurer toute la logistique sur place (organisation des séjours, gestion des groupes, accueil, animation, etc.).

### Transport
FRAM est également transporteur routier en France, au Maroc, en Tunisie et au Sénégal.